# Sybra humeralis
Sybra humeralis là một loài bọ cánh cứng trong họ Cerambycidae.